# إمدادات المياه والصرف الصحي في الفلبين
إمداد المياه هي عملية تأمين المياه بطريقة منظمة من خلال مضخات وخطوط أنابيب مركبة. قبل تأمين المياه لمنطقة معينة، فإنها تخضع إلى عملية تدعى التطهير لضمان أن جودة المياه الواردة آمنة للاستهلاك البشري. يعود تاريخ نظام إمداد المياه الفلبيني إلى عام 1946 بعد أن حصلت الدولة على استقلالها. تُعد هيئات حكومية ومؤسسات محلية ومنظمات غير ربحية وشركات أخرى، هي المسؤولة الأساسية عن تشغيل وإدارة عملية إمداد المياه وتطهيرها في البلاد.

## مصادر المياه

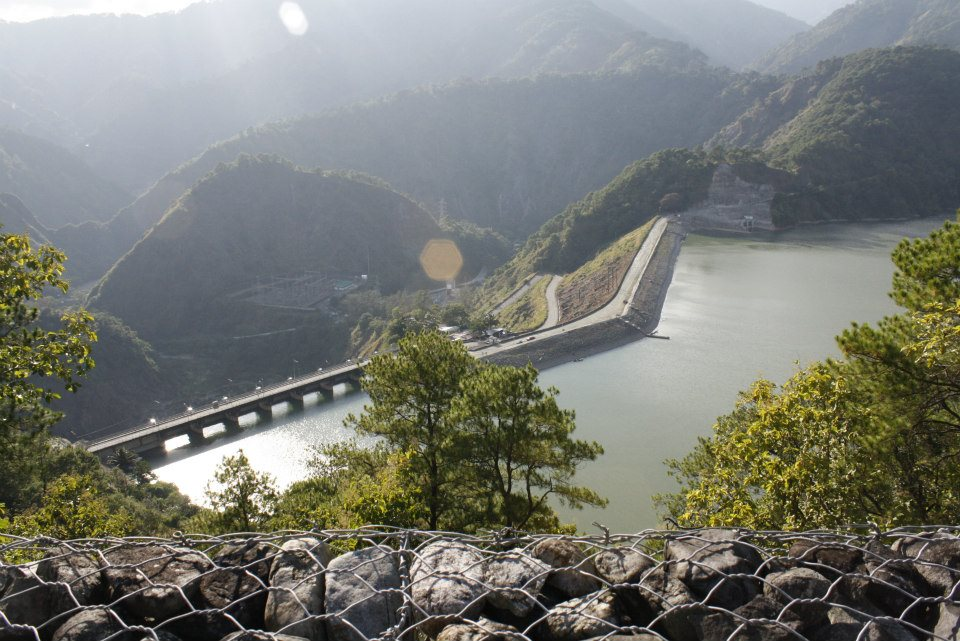
سد أمبوكلاو